# 金斯維爾 (密蘇里州)
金斯維爾（英語：Kingsville）是位於美國密蘇里州約翰遜縣的城市。

## 人口
根據2020年美國人口普查的數據，金斯維爾的面積為0.80平方千米，皆為陸地。當地共有人口245人，而人口密度為每平方千米306人。